# Bàsquet Manresa 1999-2000
Questa voce raccoglie le informazioni riguardanti il Bàsquet Manresa nelle competizioni ufficiali della stagione 1999-2000.

## Stagione
La stagione 1999-2000 del Bàsquet Manresa è la 30ª nel massimo campionato spagnolo di pallacanestro, la Liga ACB.
All'inizio della nuova stagione la Federazione decise di modificare il regolamento riguardo al numero di giocatori extracomunitari consentiti per ogni squadra che così passò a solo due.

## Roster
Aggiornato al 8 luglio 2022.
| TDK Manresa 1999-00 | TDK Manresa 1999-00 |
| Giocatori           | Staff tecnico       |
| ------------------- | ------------------- |

| N. | Naz.                                           | Ruolo | Nome             | Anno | Alt.   | Peso   |  |
| -- | ---------------------------------------------- | ----- | ---------------- | ---- | ------ | ------ |  |
| 4  | Spagna (bandiera)                              | P     | Jordi Millera    | 1971 | 176 cm |        |  |
| 5  | Spagna (bandiera)                              | G     | Ferran Laviña    | 1977 | 192 cm |        |  |
| 6  | Spagna (bandiera)                              | A     | Pere Capdevila   | 1973 | 196 cm |        |  |
| 8  | Spagna (bandiera)                              | AG    | Ramón Moya       | 1974 | 202 cm |        |  |
| 9  | Spagna (bandiera)                              | G     | Paco Vázquez     | 1974 | 190 cm | 88 kg  |  |
| 11 | Stati Uniti (bandiera)                         | AC    | Tim Perry        | 1965 | 206 cm | 91 kg  |  |
| 11 | Stati Uniti (bandiera)                         | C     | Torraye Braggs   | 1976 | 203 cm | 111 kg |  |
| 12 | Spagna (bandiera)                              | G     | Rafael Martínez  | 1982 | 190 cm | 77 kg  |  |
| 12 | Spagna (bandiera)                              | C     | Daniel García    | 1975 | 208 cm |        |  |
| 13 | Spagna (bandiera)                              | GA    | Román Montañez   | 1979 | 193 cm | 88 kg  |  |
| 14 | Stati Uniti (bandiera)                         | A     | Nate Higgs       | 1970 | 201 cm | 102 kg |  |
| 14 | Stati Uniti (bandiera)                         | PG    | Tony White       | 1965 | 188 cm | 77 kg  |  |
| 15 | Spagna (bandiera)                              | AG    | Jordi Singla (C) | 1970 | 200 cm |        |  |
| 16 | Spagna (bandiera)                              | C     | Víctor Alemany   | 1975 | 206 cm |        |  |
| 17 | Spagna (bandiera)                              | AG    | Guillem Rubio    | 1982 | 202 cm | 98 kg  |  |
| 17 | Rep. Dominicana (bandiera) · Spagna (bandiera) | C     | Alexis Montas    | 1979 | 202 cm |        |  |
| 17 | Stati Uniti (bandiera) · Italia (bandiera)     | C     | Mike Brown       | 1963 | 207 cm | 117 kg |  |
| -  | Stati Uniti (bandiera) · Spagna (bandiera)     | C     | Perry Carter     | 1967 | 204 cm |        |  |

| Allenatore                                                                           |
| - Manel Comas (fino al 3 gennaio) - Xavier Rodríguez (dal 3 gennaio)                 |
| Assistente/i                                                                         |
| - Jordi Freixanet - Pere Romero Legenda - (C) Capitano - (IN) Inattivo - Infortunato |

## Mercato

### Sessione estiva
| Acquisti | Acquisti       | Acquisti         | Acquisti   | Acquisti |
| R.a      | Nome           | da               | Modalità   |          |
| -------- | -------------- | ---------------- | ---------- | -------- |
| P        | Jordi Millera  | Saski Baskonia   | definitivo |          |
| C        | Víctor Alemany | Aveiro Esgueira  | definitivo |          |
| A        | Nate Higgs     | Piratas de Queb. | definitivo |          |
| AC       | Tim Perry      | León             | definitivo |          |
| C        | Perry Carter   | Free agent       | definitivo |          |

| Cessioni | Cessioni        | Cessioni          | Cessioni       | Cessioni |
| R.       | Nome            | a                 | Modalità       |          |
| -------- | --------------- | ----------------- | -------------- | -------- |
| C        | Sherron Mills   | Saski Baskonia    | fine contratto |          |
| P        | Joan Creus      |                   | ritirato       |          |
| G        | Herb Jones      | Scandone Avellino | fine contratto |          |
| AG       | John Williams   | Free agent        | fine contratto |          |
| AP       | Lisard González | Saski Baskonia    | fine contratto |          |

### Dopo l'inizio della stagione
| Acquisti | Acquisti       | Acquisti           | Acquisti     | Acquisti   |
| R.       | Nome           | da                 | Data         | Modalità   |
| -------- | -------------- | ------------------ | ------------ | ---------- |
| C        | Daniel García  | Free agent         | ottobre 1999 | definitivo |
| C        | Mike Brown     | Olympiakos         | gennaio 2000 | definitivo |
| PG       | Tony White     | Free agent         | marzo 2000   | definitivo |
| C        | Torraye Braggs | Rockford Lightning | aprile 2000  | definitivo |

| Cessioni | Cessioni     | Cessioni   | Cessioni     | Cessioni    |
| R.       | Nome         | a          | Data         | Modalità    |
| -------- | ------------ | ---------- | ------------ | ----------- |
| C        | Perry Carter | Free agent | ottobre 1999 | rescissione |
| A        | Nate Higgs   | Free agent | marzo 2000   | rescissione |
| AC       | Tim Perry    | Free agent | aprile 2000  | rescissione |